# بمبة كشر
بمبة كشر (22 مايو 1860 - 11 فبراير 1930)، راقصة وممثلة مصرية.

## حياتها
اسمها الكامل (بمبة أحمد مصطفى كشر)، ولدت لأسرة ثرية، جدها لأبيها أحد أعيان مصر ووالدها أحد قارئي القرآن المشاهير وأمها سليلة أعيان المماليك ويصل نسبها للأشرف إينال.

## مولدها ونشأتها
راقصة استعراضية مصرية، اسمها الكامل (بمبة أحمد مصطفى كشر)، ولدت في عام 1860م لأسرة ثرية، فجدها لأبيها هو مصطفى كشر أحد أعيان مصر ووالدها أحمد مصطفى أحد قارئي القرآن المشاهير وكانت أمها سليلة أعيان المماليك ويصل نسبها للأشرف إينال. توفى والدها وهي في الرابعة عشر من عمرها، وتزوجت والدتها من المقرئ الخاص بالخديو توفيق، مما دفع بمبة وأخواتها لمقاطعة الأم والانتقال لمسكن آخر بجوار راقصة تركية معروفة وقتئذ كان اسمها سلم، ويقال أنها في يوم عودة الزعيم سعد زغلول من منفاه، قامت بمبة كشر بفرش شارع الموسكي بأكمله بأفخر أنواع السجاد.

## حياتها الفنية
اكتشفت الراقصة سلم موهبة بمبة في الرقص، واصطحبتها معها في جميع حفلاتها. وكانت في عصرها منافسة مع الراقصة شفيقة القبطية التي كانت ترقص وعلى رأسها شمعدان، فكانت بمبة كشر ترقص وفوق رأسها صينية عليها أكواب ممتلئة بالذهب، كما كانت تستخدم في تنقلاتها عربة تجرها الخيول وأمامها يجري عدد من الرجال لكي يفسحوا الطريق للعربة ويغنوا "يا بمبة كشر يا لوز مقشر"، وكانت تنظم على الدوام مهرجانات للرقص لكنها كانت تطلق عليها حفلات الزار والتي كان يحييها صالح عبد الحي وعبد اللطيف البنا. تزوجت ست مرات وكان زواجها الثاني من المنشد المعروف في ذلك الوقت (سيد الصفتي). لحقت بالسينما الصامتة في أواخر حياتها فظهرت في فيلمي (ليلى) عام 1927م و(بنت النيل) في عام 1929م، وظلت تزاول مهنة الرقص حتى وصلت لسن السبعين، توفيت في عام 1930.

## الأفلام
- نداء الرب، 1926م
- ليلى، 1927م، (سلمى)
- بنت النيل، 1929م

## عنها
أنتج عنها فيلم بمبة كشر سنة 1974م بطولة نادية الجندي ومن إخراج حسن الإمام والكاتب جليل البنداري ومحمد مصطفى سامي ومن إنتاج عماد حمدي وتوزيع نادية الجندي.

## وصلات خارجية
- بمبة كشر على موقع الدهليز
- بمبة كشر على موقع قاعدة بيانات الأفلام العربية